# Sergej Bondarčuk
Sergej Bondarčuk (rus. Сергей Фёдорович Бондарчук, ukr. Сергій Федорович Бондарчук; Belozerka, 25. rujna 1920. – Moskva, 20. listopada 1994.) je sovjetski glumac, redatelj i scenarist.
Bondarčuk je rođen u selu Bilozerka blizu Hersona. Djetinjstvo je proveo u gradovima Jejsk i Tanganrok, gdje je završio školu. Njegova prva uloga je bila u Taganroškom kazalištu 1937. godine. Studije je nastavio u glumačkoj školi u Rostovu na Donu (1938. – 1942.). Nakon studija bio je regrutiran u Crvenu armiju, a iz vojske je pušten 1946. godine po završetku rata.
U svojoj 32. godini je postao najmlađi sovjetski glumac koji je ikada dobio najviše odlikovanje Narodnog umjetnika SSSR-a. Godine 1955. glumio je s budućom suprugom Irinom Skobcevom u Otelu, s kojom se vjenčao 4 godine kasnije. Prethodno je bio u braku s Inom Makarovom, majkom njegove starije kćerke Natalije.
Bondarčuk je slavu na Zapadu stekao filmom Rat i mir (1967.) po romanu Lava Tolstoja, koji je u originalnoj verziji trajao više od 10 sati i bilo je potrebno sedam godina da se film završi. Film, u kojem je Bondarčuk bio i redatelj i glumac (tumačio lik Pjera Bezuhova), osvojio je Oscara za najbolji strani film. Godinu dana kasnije, glumio je Ivana Martina u jugoslavenskom filmu Bitka na Neretvi.
Njegov prvi film na engleskom jeziku je bio Waterloo (1970.), koji je producirao Dino De Laurentiis. Film je bio upamćen po epskim scenama borbe, ali nije uspio privući publiku. Godinu kasnije bio je izabran za predsjednika Saveza kinematografa. Bondarčuk je nastavio karijeru uz više politički orijentirane filmove. Prije smjene s mjesta predsjednika Saveza kinematografa, snimio je film Boris Godunov (1986.).
Njegov posljednji film, drugi po redu na engleskom jeziku, je bila adaptacija romana Mihaila Šolohova Tihi Don, s Rupertom Everettom u glavnoj ulozi. Film je bio sniman tijekom 1992. i 1993., ali je premijeru imao tek u studenom 2006., zbog nesuglasica s ko-producentskim talijanskim studijom zbog nepovoljnih uvjeta u ugovoru za film.
Sergej Bondarčuk je preminuo 1994. od posljedica srčanog udara u Moskvi gdje je i sahranjen.